# There's a Riot Goin' On
There's a Riot Goin' On je páté studiové album americké skupiny Sly & the Family Stone. Jeho nahrávání probíhalo v letech 1970-1971 ve studiu Record Plant Studios v kalifornském Sausalitu. Producentem alba byl Sly Stone a vyšlo 20. listopadu 1971 u vydavatelství Epic Records. V žebříčku 500 nejlepších alb všech dob se album umístilo na 99. místě.

## Seznam skladeb
Autorem všech skladeb je Sly Stone.
| Strana 1 (LP) | Strana 1 (LP)                            | Strana 1 (LP) |
| Pořadí        | Název                                    | Délka         |
| ------------- | ---------------------------------------- | ------------- |
| 1.            | Luv n' Haight                            | 4:01          |
| 2.            | Just Like a Baby                         | 5:12          |
| 3.            | Poet                                     | 3:01          |
| 4.            | Family Affair                            | 3:06          |
| 5.            | Africa Talks to You 'The Asphalt Jungle' | 8:45          |
| 6.            | There's a Riot Goin' On                  | 0:00          |

| Strana 2 (LP) | Strana 2 (LP)                      | Strana 2 (LP) |
| Pořadí        | Název                              | Délka         |
| ------------- | ---------------------------------- | ------------- |
| 1.            | Brave & Strong                     | 3:28          |
| 2.            | (You Caught Me) Smilin'            | 2:53          |
| 3.            | Time                               | 3:03          |
| 4.            | Spaced Cowboy                      | 3:57          |
| 5.            | Runnin' Away                       | 2:51          |
| 6.            | Thank You for Talkin' to Me Africa | 7:14          |

| Bonusy na reedici z roku 2007 (CD) | Bonusy na reedici z roku 2007 (CD)       | Bonusy na reedici z roku 2007 (CD) |
| Pořadí                             | Název                                    | Délka                              |
| ---------------------------------- | ---------------------------------------- | ---------------------------------- |
| 13.                                | Runnin' Away (singlová mono verze)       | 2:44                               |
| 14.                                | My Gorilla Is My Butler (instrumentální) | 3:11                               |
| 15.                                | Do You Know What? (instrumentální)       | 7:16                               |
| 16.                                | That's Pretty Clean (instrumentální)     | 4:12                               |

## Obsazení
- Sly Stone – bicí, programování bicích, programování kláves, syntezátory, kytara, baskytara, klávesy, zpěv
- Larry Graham – baskytara, doprovodný zpěv
- Greg Errico – bicí
- Gerry Gibson – bicí
- Bobby Womack – kytara
- Freddie Stone – kytara
- Ike Turner – kytara
- Billy Preston – klávesy
- Jerry Martini – tenorsaxofon
- Cynthia Robinson – trubka
- Rose Stone – zpěv, klávesy
- Little Sister – doprovodný zpěv